# کیوانان

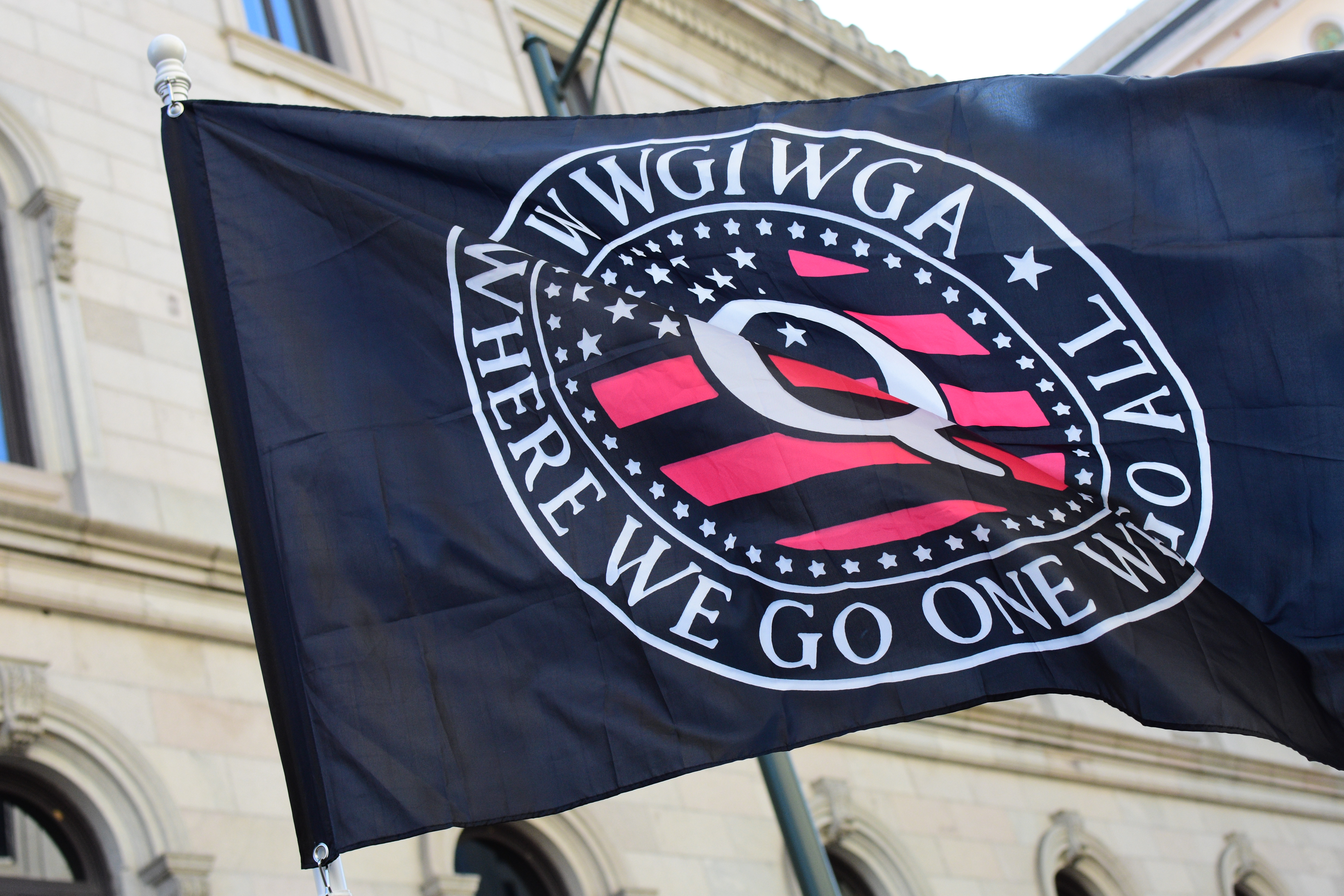
پرچم کیوانان در تجمع مربوط به متمم دوم قانون اساسی ایالات متحده آمریکا در ریچموند، ویرجینیا که در سال ۲۰۲۰ برگزار شد.

کیو اِنان (انگلیسی: QAnon (‎/kjuːəˈnɒn/‎) یک جنبش سیاسی راستگرا در آمریکاست که بر پایه تئوری توطئه بنا شده است. کیو اِنان بیان می‌دارد توطئه‌ای پنهان از سوی آنچه ادعا می‌شود «دولت پنهان در ایالات متحدهٔ آمریکا» است علیهِ دولت آمریکا در جریان است. این نظریه ساختگی در اکتبر ۲۰۱۷ با پستی در وبگاه فورچن (۴چن) از سوی کسی با اسم رمز کیو آغاز شد که احتمال دارد بعدها افراد بیشتری نیز به او پیوسته باشند. نظریه ادعا می‌کرد به اطلاعات طبقه‌بندی شده در مورد ریاست‌جمهوری دونالد ترامپ و مخالفانش در ایالات متحدهٔ آمریکا دسترسی دارد. این حساب بسیاری از بازیگران لیبرال هالیوود، سیاستمداران و مسئولان عالی‌رتبه را متهم به دست داشتن در حلقه قاچاق بین‌المللی کودکان برای افراد بچه باز متهم می‌کرد و همچنین دونالد ترامپ تظاهر به تبانی با روس‌ها کرده تا رابرت مولر را متقاعد کند به او بپیوَندد تا حلقه را برملا و از کودتا توسط باراک اوباما، هیلاری کلینتون و جرج سوروس پیشگیری کنند. منظور از «کیو» اطلاعات طبقه‌بندی‌شده با کلیرنس کیو است.

## جذبه و سرخوردگی

از لوگوهای رایج در بین پیروان کیو

کارشناسان جذبهٔ کیوانان را مشابه جذبهٔ فرقه‌های مذهبی طبقه‌بندی کرده‌اند. بنا به گفتهٔ رنی دیرستا، از کارشناسان توطئه‌های آنلاین، الگوی تطمیع کیوانان مشابه تطمیع فرقه‌های عصر پیشااینترنت است که در آن شخص مورد هدف هرچه بیشتر و بیشتر به عمق اسرار گروه هدایت می‌شود، بیشتر و بیشتر از دوستان و خانوادهٔ بیرون از فرقه فاصله می‌گیرد.
در سال ۲۰۱۸ لیز کروکین از پیروان برجستهٔ کیوانان گفت جان اف کندی جونیور سقوط هواپیمایش را به‌طور ساختگی طراحی کرده و اکنون زنده و جزو کیو است.